# Okřešice
Okřešice (en allemand : Okrzeschitz) est une commune du district de Třebíč, dans la région de Vysočina, en République tchèque. Sa population s'élevait à 194 habitants en 2024.

## Géographie
Okřešice se trouve à 5,5 km au nord-nord-ouest de Třebíč, à 24 km au sud-est de Jihlava et à 138 km au sud-est de Prague.
La commune est limitée par Horní Vilémovice au nord et au nord-est, par Třebíč à l'est, au sud et au sud-ouest, et par Číhalín à l'ouest.

## Histoire
La première mention écrite de la localité date de 1556.

## Transports
Par la route, Okřešice se trouve à 7 km de Třebíč, à 32 km de Jihlava et à 159 km de Prague.